# Chicago Boys (película)
Chicago Boys es un documental chileno, escrito y dirigido por Carola Fuentes y Rafael Valdeavellano y estrenado en noviembre de 2015. La película cuenta la historia de los Chicago Boys, un grupo de economistas formados en la Universidad Católica de Chile quienes, tras realizar estudios de posgrado en la Universidad de Chicago bajo profesores como Milton Friedman y Arnold Harberger, vuelven a su país y, al alero de la dictadura militar de Augusto Pinochet (1973-1990), se convierten en los principales ideólogos de la implantación del Libre Mercado en Chile.

## Entrevistados
- Sergio de Castro, economista chileno, ministro de Economía entre 1975 y 1976 y ministro de Hacienda entre 1976 y 1982.
- Ernesto Fontaine, economista chileno.
- Arnold Harberger, economista estadounidense, profesor de la Universidad de Chicago.
- Ricardo Ffrench-Davis, economista chileno, crítico del neoliberalismo.
- Rolf Lüders, economista chileno, ministro de Hacienda entre 1982 y 1983.
- Carlos Massad, economista chileno, ministro de Salud entre 1994 y 1996 y presidente del Banco Central de Chile entre 1996 y 2003.
- Juan Gabriel Valdés, diplomático chileno, autor del libro Pinochet's Economists.

## Premios
- Mejor Largometraje Documental – Premios Pedro Sienna de Cine Chileno 2016
- Mejor Dirección – Santiago Festival Internacional de Cine 2016 – SANFIC11
- Premio Nuestra América – Festival Internacional de Documentales de Ciudad de México DOCSMX 2016
- Best Documentary Feature – Sunscreen Film Festival 2017

## Festivales
- Santiago Festival Internacional de Cine SANFIC11
- É Tudo Verdade / It's All True Documentary Film Festival (Brasil)
- Edinburgh International Film Festival (Escocia)
- Festival Internacional de Cine en Monterrey (México)
- Festival de la Memoria Documental Iberoaméricano (México)
- International Documentary Film Festival of Mexico City (DocsMX) (Mexico, 2016)
- Jihlava International Documentary Film Festival (República Checa, 2016)
- Rengo International Film Festival (Chile, 2016)
- Seattle Latino Film Festival (EE. UU., 2016)
- Festival Gabo (Colombia, 2016)
- InScience Dutch International Science Film Festival (Países Bajos, 2016)
- Anti-Corruption Film Festival (Panamá, 2016)
- La Habana International Festival of New Latin American Cinema (Cuba, 2016)
- Cinelatino Films Des Rencontres (Francia, 2017)
- Sunscreen Film Festival (EE. UU., 2017)